# Ca l'Eugenio
Ca l'Eugenio és un edifici de la Pobla de Massaluca (Terra Alta) inclòs a l'Inventari del Patrimoni Arquitectònic de Catalunya.

## Descripció
Edificació amb façana a tres carrers. La façana principal es troba al carrer major i és la original i més antiga. Es compon de tres plantes. La planta baixa està molt alterada i les obertures són molt posteriors a les originals (de mig punt dovellada). Una cornisa separava la planta baixa del primer pis, però les finestres es van transformar en balconades i la cornisa va ser seccionada en cada obertura. La planta superior és la golfa de galeria correguda i obertures amb arcs. El ràfec de la cornisa està construït amb lloses de pedra motllurades. Les altres dues façanes són més actuals, construïdes amb materials actuals, amb un mirador cilíndric, balcons, finestres, terrassa… que no tenen cap interès arquitectònic.